# Wanda Maria Heger
Wanda Maria Heger (født Wanda Maria Hjort, 9. marts 1921, død 27. januar 2017) var en norsk socionom, der var kendt for sit hjælpearbejde for skandinaviske fanger i Tyskland under anden verdenskrig.
Wanda Maria Heger var datter af den kendte advokat Johan Bernhard Hjort, der på grund af sine politiske holdninger i krigens første år sammen med sin familie blev civilinterneret i Tyskland i 1942. Her indledte Wanda Heger sammen med resten af familien det hjælpearbejde for fanger, der kom til at danne grundlag for aktionen med de hvide busser i foråret 1945.
Hun blev gift med Bjørn Heger, der var en læge, der ligeledes var civilinterneret og som deltog i hjælpearbejdet. I 1960'erne uddannede Wanda Heger sig som socionom, og hun arbejdede derpå for kvindelige fanger i norske fængsler. For sit arbejde under krigen modtog hun flere udmærkelser, mest bemærkelsesværdigt med udnævnelsen til ridder af 1. klasse af St. Olavs Orden. 